# Michel Espagne
Michel Espagne (* 22. November 1952) ist ein französischer Geisteswissenschaftler.
Espagne studierte Germanistik, Altphilologie und Kulturwissenschaften an den Universitäten Paris, Tübingen und Köln. Er wurde 1977 promoviert und habilitierte sich 1985. Er ist Professor der Ecole normale superieure (ENS) in Paris. Seit 1989 ist er Directeur de recherche am Centre national de la recherche scientifique (CNRS) in Paris.
Forschungsschwerpunkt von Espagne sind u. a. die deutsch-französischen Kulturbeziehungen im 18. und 19. Jahrhundert und die dortigen Prozesse des Kulturtransfers.
Espagne erhielt 2011 den Gay-Lussac-Humboldt-Preis.

## Veröffentlichungen
- mit Christoph König u. a. (Hrsg.): Geschichte der Philologien. Wallstein, Göttingen 2020.
- Les transferts culturels franco-allemands. PUF, Paris 1999.